# Saurimo (municipio)
Saurimo è una municipalità dell'Angola appartenente alla Provincia di Lunda Sud. Ha 198.871 abitanti (stima del 2006).
Il capoluogo è Saurimo.